# Telstar Durlast

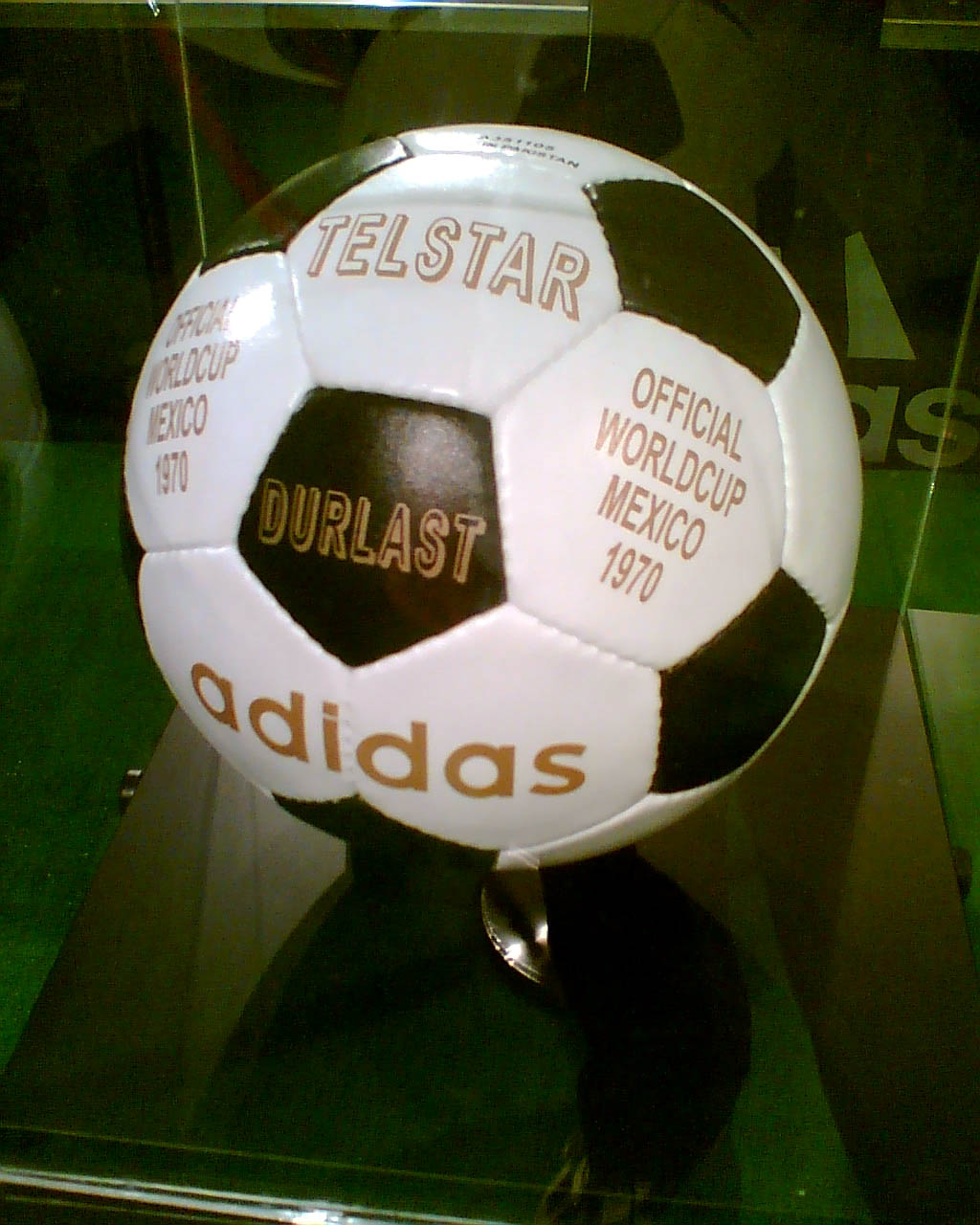
Der Telstar zur WM 1970 war der erste Fußball mit pentagonalen Panels

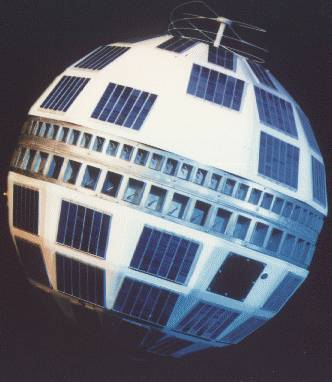
Der Ball wurde nach dem Satelliten Telstar benannt

Telstar Durlast – vorerst auch Telstar genannt – war sowohl der offizielle Name des Spielballs der Fußball-Weltmeisterschaft 1970 in Mexiko sowie 1974 in Deutschland als auch der Fußball-Europameisterschaft 1972 in Belgien und 1976 in Jugoslawien. Der Telstar ist ein Design-Klassiker des 20. Jahrhunderts.

## Eigenschaften
Seit 1970 beauftragt der internationale Fußballverband FIFA den Sportartikelhersteller adidas mit der Belieferung mit Fußbällen. Der erste seiner Art, der unter dem Namen Telstar bekannt wurde, prägte das neue Aussehen der Spielbälle im Fußball. Der vom deutschen Hersteller entwickelte und vertriebene Ball war der erste WM-Ball mit schwarzen Flecken auf weißem Grund. Ursprünglich war der nach dem Satelliten Telstar benannte Spielball äußerlich an die damaligen Schwarz-weiß-Fernseher angepasst (zwar gab es damals in allen wichtigen Fußball-Ländern schon seit einigen Jahren Farbfernseher, diese waren jedoch noch sehr teuer und daher nicht sehr verbreitet), um ihn besser erkennen zu können, doch wird diese Struktur eines Fußballs bis heute noch verwendet.
Der Telstar war der erste WM-Fußball, der den Aufbau eines Ikosaederstumpfes verwendete; frühere Fußbälle hatten üblicherweise aus 18 länglichen Lederstreifen bestanden, ähnlich wie heute noch ein Volleyball, und hatten gewöhnlich eine braune Farbe gehabt. Mit 20 weißen hexagonalen und zwölf schwarzen pentagonalen Panels revolutionierten sowohl die Struktur des Telstar als auch seine Spielbarkeit den Fußballsport, und somit wurde der Ball mit leicht verändertem Aufdruck, jedoch identischen Eigenschaften ebenso bei der Fußball-Weltmeisterschaft 1974 in Deutschland verwendet.
Ein originaler Spielball der WM 1970 ohne Logo-Aufdruck, der nachweislich am 17. Juni 1970 beim Halbfinale Italien-Deutschland zum Aufwärmen verwendet worden war, wurde im Jahre 2007 für 3.000 US-Dollar an einen Sammler aus Guadalajara verkauft. Von den anderen 499 der insgesamt 500 für diese WM produzierten Telstar-Bällen bleibt der Verbleib jedoch ungeklärt.
Weitere Editionen des aus hexagonalen und pentagonalen Panels bestehenden Balls waren der rotbraune Apollo Durlast, der komplett weiße Chile Durlast sowie der bei der Fußball-Weltmeisterschaft 1978 verwendete Tango Durlast.
Obwohl der Telstar in seiner Ursprungsform weniger als ein Jahrzehnt offiziell verwendet wurde, und in vielen nationalen Ligen nie eingeführt wurde, prägte er in seinem ebenso einfachen wie markanten Design wie wohl kein anderer Balltyp das populäre Bild eines „typischen“ Fußballs. Nicht zufällig werden Fußbälle weltweit z. B. in Zeichnungen oder im Falle von Dekorationsobjekten wie etwa Plüschbällen oder Schlüsselanhängern bis heute meist in der Telstar-Form dargestellt.
Name und Design des Telstar-Balls wurden zur Fußball-Weltmeisterschaft 2018 mit dem offiziellen WM-Ball „Telstar 18“ aufgegriffen.